# Cardamine resedifolia
Cardamine resedifolia — вид квіткових рослин з родини капустяних (Brassicaceae). Ареал: Європа (Австрія, Болгарія, Чехія, Франція (у т. ч. Корсика), Німеччина, Італія, Польща, Румунія, Іспанія, Швейцарія, Хорватія, Північна Македонія, Словенія).

## Екологія
Росте в ущелинах скель і на скельних терасах на вершинах скель і в карстах

## Біоморфологічна характеристика
Це багаторічна трав'яниста рослина 3–12(22) см заввишки, гола, ніжно-зеленого кольору, часто багатостовбурна. Стебла ростуть із приземної розетки листків, тонкі, прямі або висхідні в основі. Приземні листки цілокраї, черешкові, пластинка широкояйцеподібна; стеблові неправильно перисті. Квіткова китиця 5–12-квіткова. Чашолистки з широким білим плівчастим краєм, 2–2.2 мм. Пелюстки білі, (3)4–5(6) мм. Плід — стручок, (10)15-20(22) × 1–1.5 мм. Насіння 0.7–1.1 × 1–1.4 мм, крилате в повністю зрілому стані. Вид досить мінливий. Цвіте в червні-серпні. 2n = 16.